# Ennio Fialdini
Ennio Fialdini (Massa, 7 luglio 1926 – Massa, 27 luglio 1995) è stato un politico italiano.

## Biografia
Esponente della Democrazia Cristiana nella provincia di Massa-Carrara, è stato per molti anni consigliere comunale nel capoluogo fino al 1994. Per due volte è stato sindaco di Massa, per pochi mesi nel 1968 e di nuovo dal 1970 al 1975.